# 데이지 공주
데이지 공주(일본어: デイジー姫 데이지히메[*])는 닌텐도의 마리오 시리즈에 등장하는 인물 중 하나이다. 마리오는 피치공주랑 커플이며, 데이지 공주는 루이지가 좋아하는 사이이다.

## 개요
데이지의 데뷔작은 게임보이의 게임 슈퍼 마리오 랜드에 처음 출연하였다. 데이지는 가공의 국가 사라사 랜드의 공주로 등장한다. 평화롭던 사라사 랜드에 우주 침입자 타탕가의 지배를 받게 되고, 데이지가 타탕가에게 납치되는 스토리이다.
데이지의 성격은 밝고 활발한 성격으로, 희로애락이 매우 명확하며, 말괄량이 끼가 있어 간혹 주위를 당혹스럽게 하기도 한다. 꽃을 너무 좋아해 액세서리도 늘 꽃 모양이 있는 것을 한다.
데뷔작 후, 등장하는 대표 게임은 마리오 파티 시리즈. 데이지는 마리오 파티 3부터 마리오 파티 슈퍼스타즈까지 마리오 파티 시리즈에 참여하였으며, 마리오 카트 시리즈의 첫 출연은 마리오 카트:더블 대시!!를 처음으로 출연하여 꾸준히 등장하였다.
성우는 2003년 제작된 마리오 골프 패밀리 투어부터 계속 디아나 머스터드(Deanna Mustard)로 알려져 있다.

## 베이비 데이지
베이비 데이지(영어: Baby Daisy)는 마리오 시리즈의 등장인물이며, 데이지 공주의 아기 버전이다.
베이비 데이지는 마리오 카트 Wii에 처음 등장하고, 경량급 캐릭터 등장인물로 등장한다. 또 슈퍼 마리오 슬러거 에서도 출연한다.